# Anton Matthäus III.

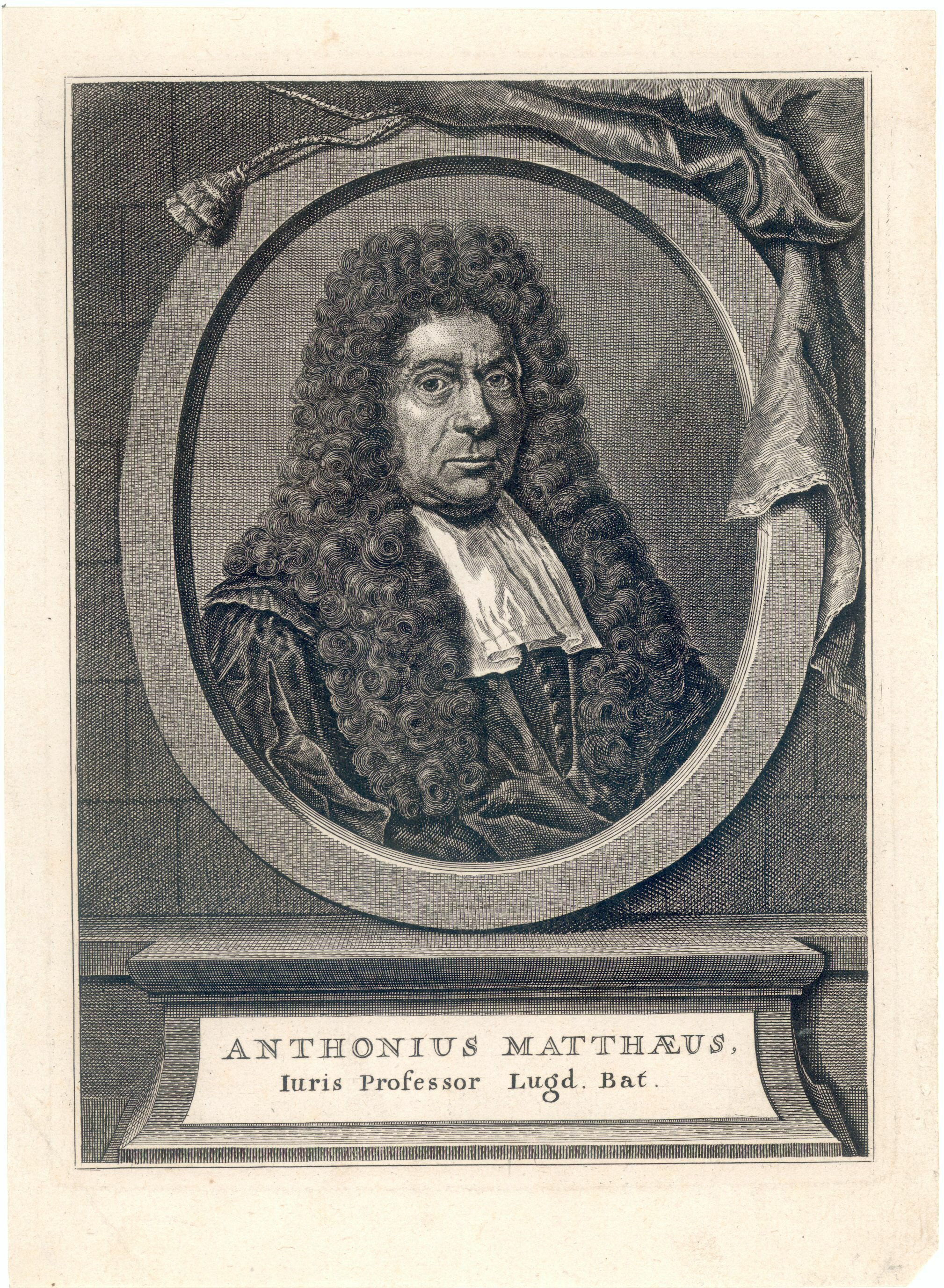
Anton Matthäus III.

Anton Matthäus der Dritte (* 18. Dezember 1635 in Utrecht; † 25. August 1710 in Leiden) war ein niederländischer Rechtswissenschaftler.

## Leben
Der Sohn von Anton Matthäus dem Zweiten besuchte die Universitäten Utrecht, an der einer seiner Lehrer sein Vater war, und Franeker und promovierte 1659 an derjenigen in seiner Heimatstadt. Zugleich riet man ihm, wie schon sein Vater und Großvater, Jurist zu werden, und schon seit dem 17. Oktober war es ihm erlaubt, Vorträge über die Rechtswissenschaften an der Universität zu halten. Im folgenden Jahre wurde er zunächst außerordentlicher, 1662 dann ordentlicher Professor der Rechte. Hier beteiligte er sich auch an den organisatorischen Aufgaben und war 1666/67 Rektor der Alma Mater.
1667 Ging er in gleicher Eigenschaft an die Universität Groningen, 1670 zur Universität Leiden. In Leiden beteiligte er sich ebenfalls an den organisatorischen Aufgaben der Hochschule und war 1678/79 Rektor der Alma Mater. Dort blieb er Professor der Rechte und der Geschichte bis zum 25. August 1710, dem Tag, an dem er verstarb. Der Jurist und Historiker Johann Peter von Ludewig spricht in einem seiner Werke davon, dass der treffliche und hochunterrichtete Mann ein unwürdiges Ende gefunden habe, wenn er auch nicht in einer Abortgrube erstickte. Seine Vorlesungen allerdings wurden nicht viel besucht. Der von Juristen später häufig verwendete Ausdruck Paroemia juris stammte von Matthäus.
Er war mit Elisabeth Paters verheiratet und hinterließ die Söhne Anton Matthäus der Vierte und Philipp Matthäus.

## Werke

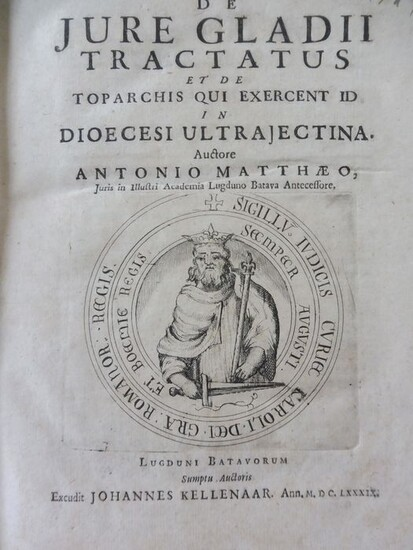
Frontispiz von De jure gladii tractatus et de toparchis qui exercent id in dioecesi Ultrajectina, Leiden 1689.

- Veteris aevi Analekta, seu vetera aliqua monumenta, quae hactenus nondum visa (1698 bis 1710; zehn Bände)
- Manuductio ad jus canonicum quae ejusdem originem, institutiones etc. etc. complectitur, Lugd. B. (1696)
- Fundationes et fata Ecclesiarum, quae Ultrajecti et in ejusdem suburbiis et passim alibi in diöcesi, libri II etc. (1703)
- Commentarius ad librum primum Institutionum. Utrecht 1672
- Disputationes de Obligationibus etc. Utrecht 1660
- Observationes rerum judicatarum a supremo Ultrajecti revisionis concessu. Leiden 1673
- Tractatus singulares de Communione bonorum, de Officio judicis, de Potestate mariti in uxorem et de Familia erciscunda. 1676
- De Probationibus, Fide instrumentorum et Testibus. Leiden 1678
- Exercitationes miscellaneae adversus Abrahamum à Wesel. Leiden 1678
- Disputationes septem de Servitutibus, una cum Barth. Caepollae tractatu de Servitutibus. Amsterdam 1686
- De Nobilitate, de Principibus, de Ducibus, de Comitibus, de Baronibus, de Militibus, Equitibus, Ministerialibus, Armigeris, Barscalcis, Marscalcis, Adelscalcis, de Advocatis Ecclesiae, de Comitatu Hollandiae et dioecesi Ultrajectina libri quatuor, in quibus passim Diplomata et Acta hactenus nondum visa. Amsterdam 1686
- De Jure gladii, et de Toparchis, qui id exercent in dioecesi Ultrajectina. Leiden 1689. Volltext (PDF)  auf Wikimedia Commons.
- De Rebus Ultrajectinis, et in primis de bello cum Covordensibus, Tarantiis, seu Drentinis, olim gesto, auctoris incerti, sed quo ex Belgis foederatis vetustior hactenus nondum prodiit, viri olim illustris, et qui interfuit rebus gestis, Narratio historica. Leiden 1690, Den Haag 1740
- Chronicon Egmundanum, seu Annales regalium Abbatum Egmundensium, auctore Fr. Johanne de Leydis, ordinis Praedicatorum Harlemi. Accedunt, praeter Theodorici a Leydis Breviculos, Leonis Monachi Egmundensis Breviculi majores, historiam Comitum continentes, qui Egmundae sepulti, cum notis. Leiden 1692
- Rerum Amersfortinarum scriptores duo inediti, alter auctor incertus, alter cui nomen Theodorus Verhoeven, cum notis. Leiden 1693
- Anonymi, sed veteris et fidi, Chronicon Ducum Brabantiae, ab ipsis gentis initiis usque ad annum 1485. Accedit vita virginis nobilissimae Elisabethae van Heenvliet, quae ultima ejus gentis, et quarumdam aliarum Monialium in Diepenveen, scriptore anonyma moniali, quae ejusdem coenobii, cum notis. Leiden 1707
- Veteris aevi Analecta, seu vetera aliquot monumenta, quae hactenus nondum visa X. Tom. 8o. 1698-1710. Den Haag 1738. 5 Teile
- Alciati contra vitam Monasticam ad Bernardum Mattium Epistola. Accedit Sylloge Epistolarum virorum clarissimorum, quae variam doctrinam continent, ut Gifanii, Vulcanii, Brahei Scriverii, Pontani, Vossii, Sibrandi Siccamae, Gronovii, Boxhornii et aliorum nec non vetera aliquot Testamenta Seculo XII et initio sequentis scripta. Leiden 1708, 1740,
- Manuductio ad Jus Canonicum. Leiden 1696, 1706
- Fundationes et Fata Ecclesiarum, quae et Ultrajecti et in ejusdem suburbiis et passim alibi in dioecesi. Leiden 1703
- Disputationes LVI. Utrecht 1760
- Oratio de jurisprudentiae dignitate. Leiden 1673